# Trimorfa Protennoia
La Protennoia o Pensamiento trimorfo es un texto setiano gnóstico. Sólo ha sobrevivido en la biblioteca del Nag Hammadi. Es el primer tratado del códice XIII de Nag Hammadi (NHC XIII, 35-50)

## Aspectos literarios generales
Pensamiento trimorfo es, en su forma, un tratado barbelita que ha pasado por revisiones setitas y cristianas. Es contemporáneo con el Apócrifo de Juan (mediados de siglo II), con el que tiene parecidos interesantes, y se destaca por los numerosos paralelos con el cuarto evangelio y especialmente su prólogo.
Quedan solamente cuatro folios. Aunque están sin paginación, se ha determinado que probablemente corresponden a las páginas 35-50 del Códice XIII. Contienen el texto completo, y, detrás, las primeras diez líneas del Escrito sin título sobre El origen del Mundo, también presente en el quinto texto del códice II.
La lengua es Sahídico, un dialecto copto, aunque la lengua del original habría sido griega. Este original fue escrito en la segunda mitad del siglo segundo. El texto tiene muchas lagunas, principalmente en las partes superiores e inferiores de páginas, abarcando más de un renglón a veces.
Pensamiento trimorfo  se divide en tres secciones, y cada una presenta un aretalogía, una lista de características o nombres del hablante, precedida con una fórmula de "Yo soy", presente también el códice VI: El Trueno, intelecto perfecto, y en el Evangelio canónico de Juan.
Se puede comparar a Protennoia con Sophia Achamoth.

## Estructura y contenido
La primera sección (35,1 – 42,2) trata de la creación del cosmos conocido. El origen de esta sección afirma que la creación en última instancia, ontológicamente, existe en función de l Pensamiento. Ni el nombre ni el sexo del narrador de este texto son claros. En esta sección, es principalmente de sexo femenino, y también aparece el nombre femenino de Barbelo. Es ella la que está presente en todo y quien da la vida y los conocimientos a todos. Para hacerlo, asume las tres formas de Padre, Madre e Hijo. Después de que se anuncia al hijo, se revela a sus eones, personificados y agrupados en tres grupos con cuatro eones cada uno. Uno de estos eones es nombrado Eleleth. Hay muchas semejanzas entre este texto y otros textos de Nag Hammadi, y el nombre Eleleth es uno que se repite, por ejemplo, en el Libro Secreto de Juan. En la Protennoia, Eleleth declara: "¡Soy Rey! ¿Quién pertenece al caos, y quién al hades?". Este grito despierta a Saklas, también conocido como Yaltabaoth, la figura del demiurgo común a muchas obras gnósticas, que reina sobre los eones inferiores. Nuestro texto actual no hace referencia a su origen y naturaleza, y parece suponer que sus lectores están familiarizados con otros mitos de los orígenes. Saklas crea sus propios eones, y cuando el Logos lo disuade, crea una persona a su imagen.
Hay elementos del eón superior atrapados en la creación de Saklas, y es en orden a liberar éstos que el Logos desciende, derrocando el poder de "los demonios del hades" (41,6) y revelando sus misterios.
La segunda sección (42,3 - 46,3), se abre con una aretalogía, habla del segundo descenso del Logos, esta vez en forma de sexo femenino. Pronostica la venida de un nuevo eón, uno que está a punto de nacer. Sus dolores de parto causan que el eón del caos tiemble, cambiando los cimientos del mundo, incluyendo el destino. Piden los poderes que gobiernan el mundo una explicación, y los poderes van por turno hacia el Autoengendrado, es decir Saklas. Le hablan con rebeldía, declarando que su tiempo ha terminado y que va a ser derrocado y encarcelado. Se dan cuenta de que ahora no es omnisciente, pues no ha previsto las cosas que han ocurrido. La sección termina con una invitación del narrador, instando a los "Hijos de la luz" atrapados en el hades a que participen de la "luz máxima y perfecta" (45,13).
La tercera sección (46,4 - 50,20), después de la aretalogía inicial acostumbrada, identifica al hablante como el Hijo, o el Logos, y aborda a los lectores como "Hermanos" (46,35). Trata de la tercera ascensión, esta vez bajo el disfraz de la Palabra. Como dice Pablo el apóstol, se ha hecho "todo para todos", al punto que los Arcontes suponen que él sea "su Cristo" (41, 8), el hijo del Autoengendrado. El texto termina con la solución del narrador de quedarse escondido hasta que se reúnan todos y pueda salva a todos sus hermanos, cuando ya ha salvado a Jesús.

## Simbología del número tres
Es de notar la trascendencia del número 3 en este texto. Su mismo título da pruebas de su estructura de tres partes. Además, el número tres tiene una importancia mayor que la meramente estructural. Hay tres descensos del protagonista, e incluso la identidad del protagonista tiene tres formas. Y estos ejemplos, siendo los más importantes, no son ni mucho menos exhaustivos. Los treses se repiten continuamente en todo el texto.
Sin embargo, este enfoque sobre el número tres es común a muchos sistemas gnósticos. Habla de la importancia de ese número - especialmente con respecto a su uso en las descripciones de la naturaleza divina y su identidad - el Apocalipsis de Juan, un texto con el que la Trimorfa Protennoia se ha demostrado que tiene nexos fuertes junto con los sistemas Valentinianos y los Basilideanos.

## Algunos fragmentos
Yo soy la Protennoia, el Pensamiento que existe en la luz. Soy el movimiento que está en el Todo, aquella en la que el Todo se mantiene, el primo]génito entre los que han llegado a ser, la que es antes que el Todo. Se me designa con tres nombres, aunque soy sola perfecta. Soy invisible en el pensamiento del Invisible, manifiesta en lo inconmensurable e inefable. Soy inaccesible, puesto que existo en lo Inaccesible, moviéndome en toda criatura. Soy la vida de mi Epínoia que está en todo poder y en todo movimiento eterno y en las luces invisibles y en los arcontes. Soy la cabeza del Todo, porque existo antes que el Todo y soy el Todo, ya que soy en cada uno. Soy una voz que habla silenciosamente, existiendo desde el principio. Porque existo en el silencio que rodea a cada uno de ellos. Ella tiene en sí una Palabra que posee toda gloria y tiene tres masculinidades y tres poderes y tres nombres. Yo soy andrógino. Soy madre, soy padre, puesto que llegó a ser sola conmigo. Llegando a ser conmigo sola y con los que me aman y el Todo por mí sola permanece firme. Soy la matriz que da la imagen al Todo al dar nacimiento a la luz que brilla esplendorosamente. (35, 1-17; 35, 30-35; 37, 25-30; 45, 1-8)
Soy Barbelo, el orgullo perfecto y el invisible inmensurable que es escondido. Soy el reflejo del espíritu invisible y es a través de mí como el tomó la forma y soy la Madre, la luz señalada como Virgen, ella que es llamado Meirothea, el útero incomprensible, el incontrolable y la voz inmensurable.

## Libros y enlaces
F. García Bazán, Textos gnósticos I, 307-310; 316 y comentarios.
- Datos: Q2602292